# Notação científica
Notação científica, é também denominada por padrão ou notação em forma exponencial, é uma forma de escrever números que acomoda valores demasiadamente grandes (100000000000) ou pequenos (0,00000000001) para serem convenientemente escritos em forma convencional. O uso desta notação está baseado nas potências de 10 (os casos exemplificados acima, em notação científica, ficariam: 1×1011 e 1×10−11, respectivamente). Como exemplo, na química, ao se referir à quantidade de entidades elementares (átomos, moléculas, íons etc.), há a grandeza denominada quantidade de matéria (mol).
Um número escrito em notação científica segue o seguinte modelo:
{\displaystyle \mathbf {m} \ \times \ 10^{\mathbf {e} }}
O número m é denominado mantissa e e a ordem de grandeza. A mantissa, em módulo, deve ser maior ou igual a 1 e menor que 10, e a ordem de grandeza, dada sob a forma de expoente, é o número que mais varia conforme o valor absoluto.
| Número por extenso                                  | Número em notação científica | Quantidade de algarismos após ou antes da vírgula |
| --------------------------------------------------- | ---------------------------- | ------------------------------------------------- |
| 600 000                                             | 6×105                        | 5                                                 |
| 7 000 000 000 000 000 000 000 000 000 000 000       | 7×1033                       | 33                                                |
| 0,0004                                              | 4×10−4                       | 4                                                 |
| 0,0000000000000000000000000000000000000000000000008 | 8×10−49                      | 49                                                |

A representação desses números, como apresentada, traz pouco significado prático. Pode-se até pensar que esses valores são pouco relevantes e de uso quase inexistente na vida cotidiana. Porém, em áreas como a física e a química, esses valores são frequentes. Por exemplo, a maior distância observável do universo mede cerca de 740 000 000 000 000 000 000 000 000 m, e a massa de um próton é aproximadamente 0,00000000000000000000000000167 kg.
Para valores como esses, a notação científica é mais adequada, pois apresenta a vantagem de poder representar adequadamente a quantidade de algarismos significativos. Por exemplo, a distância observável do universo, do modo que está escrito, sugere a precisão de 27 algarismos significativos. Mas isso pode não ser verdade (é pouco provável 25 zeros seguidos numa aferição).

## História

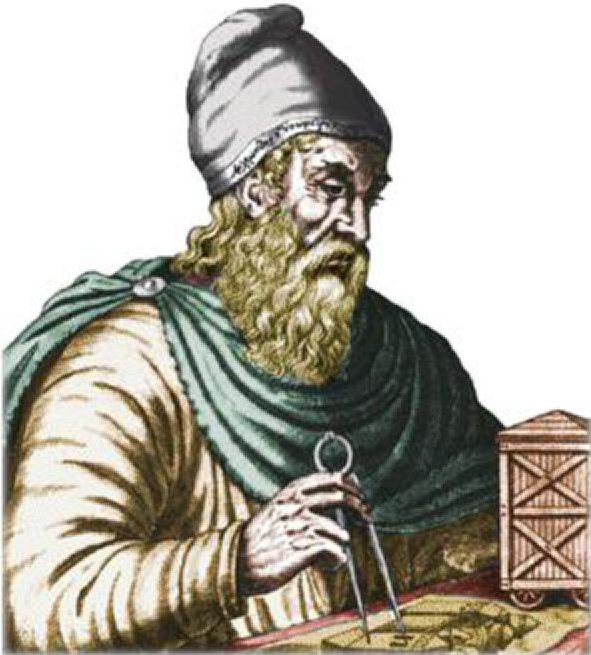
Arquimedes, o pai da notação científica.

A primeira tentativa conhecida de representar números demasiadamente extensos foi empreendida pelo matemático e filósofo grego Arquimedes, e descrita em sua obra O Contador de Areia, no século III a.C.. Ele desenvolveu um método de representação numérica para estimar quantos grãos de areia seriam necessários para preencher o universo. O número estimado por ele foi de 1×1063 grãos.
Foi através da notação científica que foi concebido o modelo de representação de números reais através de ponto flutuante. Essa ideia foi proposta independentemente por Leonardo Torres y Quevedo (1914), Konrad Zuse (1936) e George Robert Stibitz (1939). A codificação em ponto flutuante dos computadores atuais é basicamente uma notação científica de base 2.
A programação com o uso de números em notação científica consagrou uma representação sem números sobrescritos, em que a letra e (ou E) separa a mantissa do expoente. Assim, 1,785×105 e 2,36×10−14 são representados respectivamente por 1.785E5 e 2.36E−14 (como a maioria das linguagens de programação são baseadas na língua inglesa, as vírgulas são substituídas por pontos).

## Tipos de notação científica
Na notação científica normalizada, o expoente e é escolhido tal que o valor absoluto de m permaneça pelo menos um, mas menos de dez (1 ≤ |m| < 10). Por exemplo, 350 é escrito como 3,5×102. Esta forma permite uma comparação simples dos dois números do mesmo sinal em m, como o expoente e indica o número da ordem de grandeza. Na notação normalizada o expoente e é negativo para um número absoluto com valor entre 0 e 1 (por exemplo, menos de metade é −5×10−1). O 10 e o expoente são geralmente omitidos quando o expoente é 0.
Em muitas áreas, a notação científica é normalizada desta forma, exceto durante cálculos intermediários, ou quando uma forma não-normalizada, como a notação de engenharia, é desejada. A notação científica (normalizada) é muitas vezes chamada notação exponencial — embora este último termo é mais geral e também se aplica quando m não está restrito ao intervalo de 1 a 10 (como na notação de engenharia, por exemplo) e para outras bases do que 10 (como em 315 × 220).

### Notação E
Muitas calculadoras e programas de computadores apresentam em notação científica os resultados muito grandes ou muito pequenos. Como os expoentes sobrescritos como 107 não podem ser convenientemente representados nos e pelos computadores, máquinas de escrever e em calculadoras, um formato alternativo é muitas vezes utilizado: a letra "E" ou "e" representa "vezes dez elevado à potência", repondo então o "×10n ". O carácter "e" não está relacionado com a constante matemática e (uma confusão não possível quando utilizado a letra maiúscula "E"); e embora represente um expoente, a notação é usualmente referida como (científica) notação E ou (científica) notação E, em vez de (científica) notação exponencial (embora esta última também possa ocorrer).

#### Exemplos
- Na linguagem de programação FORTRAN 6.0221415E23 é equivalente a 6,022 141 5×1023.
- A linguagem de programação ALGOL 60 usa um subscrito dez, em vez da letra E, por exemplo

6.02214151023. ALGOL 68 também permite E minúsculas, por exemplo 
6.0221415e23.
- Na linguagem de programação ALGOL 68 tem a opção de 4 caracteres em (eE\⏨). Exemplos:

6.0221415e23, 
6.0221415E23,  
6.0221415\23 ou 
6.0221415⏨23.
- Na linguagem de programação Simula é requerido o uso de & (ou && para longos), por exemplo:

6.0221415&23
(ou 6.0221415&&23).

### Notação de engenharia
Notação de engenharia difere da notação científica normalizada em que o expoente e é restrito a múltiplos de 3. Consequentemente, o valor absoluto de m é do intervalo 1 ≤ |m| < 1000, em vez de 1 ≤ |m| < 10. Embora similar conceitualmente, a notação de engenharia é raramente chamada de notação científica.[carece de fontes?]
Números desta forma são de fácil leitura, utilizando-se prefixos de magnitude como mega (m = 6), kilo (m = 3), mili (m = − 3), micro (m = − 6) ou nano (m = − 9). Por exemplo, 12,5×10−9 m pode ser lido como "doze vírgula cinco nanômetros" ou escrito como 12,5 nm.

## Motivação

Exemplo de notação científica, a constante de Avogadro.

Notação científica é uma forma muito conveniente para escrever pequenos ou grandes números e fazer cálculos com eles. Também transmite rapidamente duas propriedades de uma medida que são úteis para os cientistas, algarismos significativos e ordem de grandeza. Escrita em notação científica permite a uma pessoa eliminar zeros na frente ou de trás dos algarismos significativos. Isto é mais útil para medições muito grandes ou muito pequenas em astronomia e no estudo de moléculas. Os exemplos abaixo podem demonstrar isso.

### Exemplos
- A massa de um elétron é de cerca de 0,00000000000000000000000000000091093822 kg. Na notação científica, isto é escrito 9,1093822×10−31 kg.[9]
- A massa da Terra é de cerca de 5 973 600 000 000 000 000 000 000 kg. Na notação científica, esse valor é representado por 5,9736×1024 kg.[27]
- A circunferência da Terra é de aproximadamente 40 000 000 m. Em notação científica fica 4×107 m. Em notação de engenharia, é de 40×106 m. No estilo de representação do SI, pode ser escrita 40 Mm (40 megametro).[28][carece de fonte melhor]

### Algarismo significativo
Uma vantagem da notação científica é que ela reduz a ambiguidade do número de dígitos significativos. Todos os dígitos em notação científica normalizada são significativos por convenção. Mas, em notação decimal qualquer zero ou uma série de zeros ao lado do ponto decimal são ambíguos, e pode ou não indicar números significativos (quando eles devem ser sublinhados para deixar explicito que eles são zeros significativos). Em uma notação decimal, zeros ao lado do ponto decimal não são, necessariamente, um número significativo. Ou seja, eles podem estar ali apenas para mostrar onde se localiza o ponto decimal. Em notação científica, contudo, essa ambiguidade é resolvida, porque os zeros mostrados são considerados significativos por convenção. Por exemplo, usando a notação científica, a velocidade da luz em unidades SI é 2,99792458×108 m/s e a eminência é 2,54×10−2 m; ambos os números são exatos, por definição, das unidades "inches" por centímetro e "metros" em termos da velocidade da luz. Nestes casos, todos os algarismos são significativos. Um único zero ou qualquer número de zeros pode ser acrescentado no lado direito para mostrar mais dígitos significativos, ou um único zero com uma barra no topo pode ser adicionado para mostrar infinitos dígitos significativos (assim como na notação decimal).[carece de fontes?]

#### Ambiguidade do último dígito em notação científica
É habitual em medições científicas registrar todos os dígitos significativos a partir das medições, e supor um dígito adicional, se houver alguma informação a todos as disponíveis para o observador a fazer uma suposição. O número resultante é considerado mais valioso do que seria sem esse dígito extra, e é considerado um dígito significativo, pois contém algumas informações que conduzem a uma maior precisão nas medições e na agregação das medições (adicioná-los ou multiplicá-los).[carece de fontes?]
Informações adicionais sobre a precisão pode ser transmitida através de notações adicionais. Em alguns casos, pode ser útil para saber qual é o último algarismo significativo. Por exemplo, o valor aceito da unidade de carga elementar pode ser validamente expresso como 1.602176487(40)×10−19 C, que é um atalho para 1,602176487 ± 0,000000040 ×10−19 C.[carece de fontes?]

### Ordem de grandeza
A notação científica permite também mais simples comparações entre ordens de grandeza. A massa de um próton é 0.0000000000000000000000000016726 kg. Se isto é escrito como 1,6726×10−27 kg, é mais fácil comparar essa massa com a do elétron, acima. A ordem de grandeza da relação entre as massas podem ser obtidas os expoentes em vez de ter de contar os zeros à esquerda, tarefa propensa a erros. Nesse caso, '−27' é maior do que '−31' e, portanto, o próton é aproximadamente quatro ordens de grandeza (cerca de 10000 vezes) mais maciço que o elétron.
A notação científica também evita mal-entendidos, devido às diferenças regionais em certos quantificadores, tal como "bilhão", o que pode indicar tanto 109 ou 1012.[carece de fontes?]

## Descrição

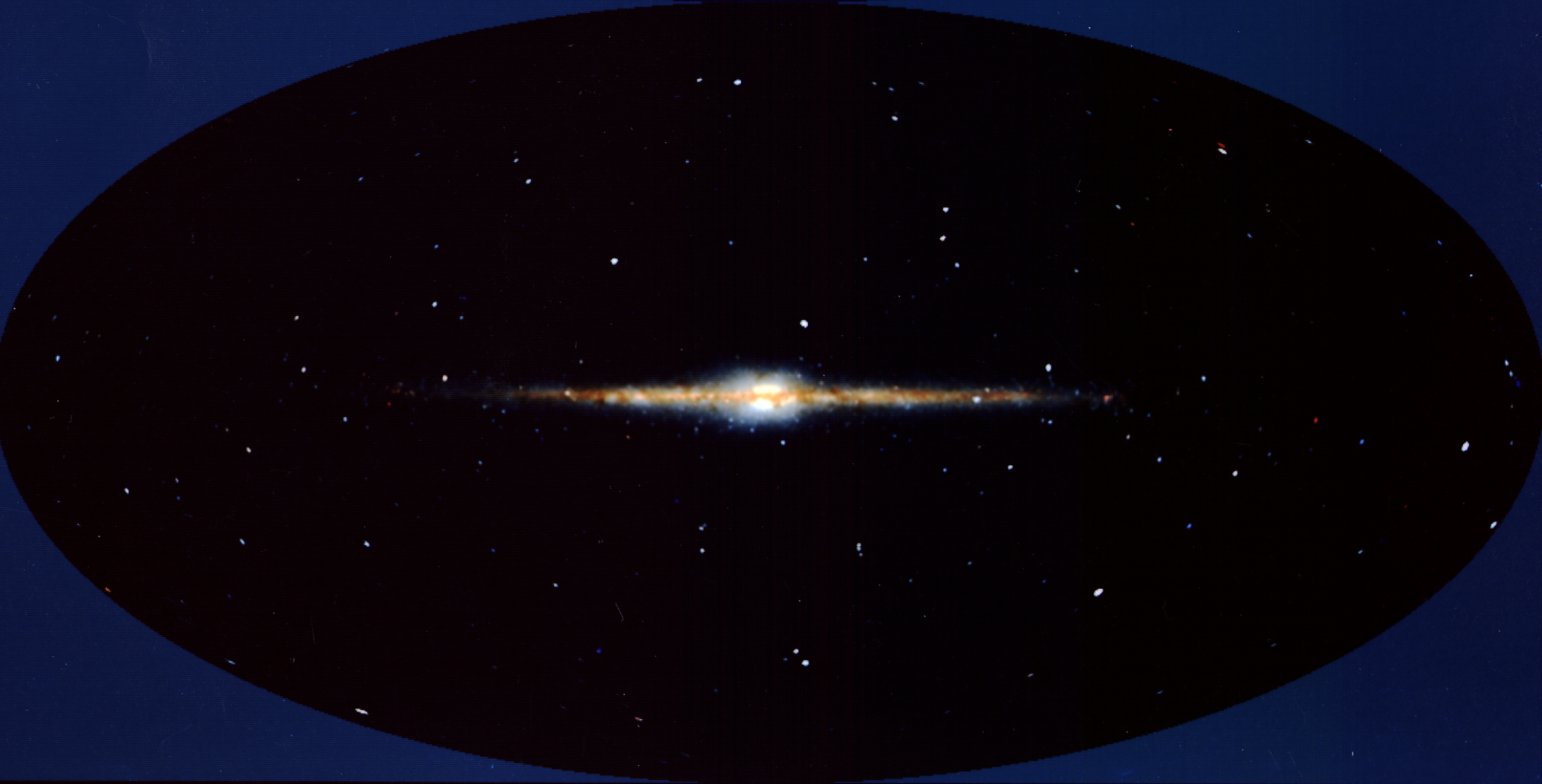
A massa da Via Láctea é de 1 × 10^{41} kg

### Notação científica padronizada
A definição básica de notação científica permite uma infinidade de representações para cada valor. Mas a notação científica padronizada inclui uma restrição: a mantissa (coeficiente) deve ser maior ou igual a 1 e menor que 10. Desse modo cada número é representado de uma única maneira.

#### Como transformar
Para transformar um número qualquer para a notação científica padronizada devemos deslocar a vírgula obedecendo ao princípio de equilíbrio.
Vejamos o exemplo abaixo:
{\displaystyle {253756{,}42}}
A notação científica padronizada exige que a mantissa (coeficiente) esteja entre 1 e 10. Nessa situação, o valor adequado seria 2,5375642 (observe que a sequência de algarismos é a mesma, somente foi alterada a posição da vírgula). Para o exponente, vale o princípio de equilíbrio: "Cada casa decimal que diminui o valor da mantissa aumenta o expoente em uma unidade, e vice-versa".
Nesse caso, o expoente é 5.
Observe a transformação passo a passo:
{\displaystyle {253756{,}42}}

{\displaystyle {25375{,}642\times 10^{1}}}

{\displaystyle {2537{,}5642\times 10^{2}}}

{\displaystyle {253{,}75642\times 10^{3}}}

{\displaystyle {25{,}375642\times 10^{4}}}

{\displaystyle {2{,}5375642\times 10^{5}}}

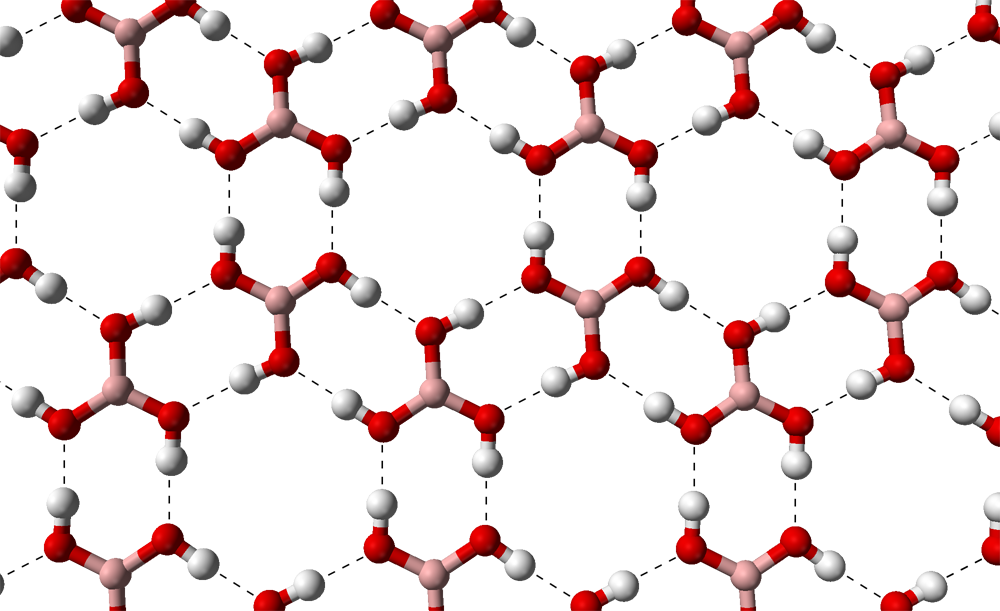
1 mol de moléculas tem 6,02 × 10^{23} moléculas.

Um outro exemplo, com valor menor que 1:
0,0000000475
0,000000475 × 10−1
0,00000475 × 10−2
0,0000475 × 10−3
0,000475 × 10−4
0,00475 × 10−5
0,0475 × 10−6
0,475 × 10−7
4,75 × 10−8
Desse modo, os exemplos acima ficarão:
- {\displaystyle \mathbf {6} \ \times \ 10^{\mathbf {5} }}
- {\displaystyle \mathbf {3} \ \times \ 10^{\mathbf {7} }}
- {\displaystyle \mathbf {5} \ \times \ 10^{\mathbf {14} }}
- {\displaystyle \mathbf {7} \ \times \ 10^{\mathbf {33} }}
- {\displaystyle \mathbf {4} \ \times \ 10^{\mathbf {-4} }}
- {\displaystyle \mathbf {1} \ \times \ 10^{\mathbf {-8} }}
- {\displaystyle \mathbf {6} \ \times \ 10^{\mathbf {-16} }}
- {\displaystyle \mathbf {8} \ \times \ 10^{\mathbf {-49} }}

### Uso de espaços
Em notação científica normalizada, em notação E e em notação de engenharia, o espaço (o que, em Formatação de texto pode ser representado por uma largura normal de espaço ou por um fino espaço), é permitido somente antes e depois de "×", na frente de "E" ou "e" pode ser omitido, embora seja menos comum que o faça antes do caractere alfabético.

## Operações

### Adição e subtração

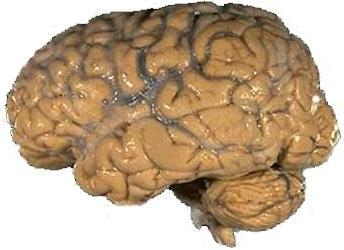
O cérebro humano tem cerca de 1 × 10^{11} neurônios.

Para somar ou subtrair dois números em notação científica, é necessário que os expoentes sejam o mesmo. Ou seja, um dos valores deve ser transformado para que seu expoente seja igual ao do outro. A transformação segue o mesmo princípio de equilíbrio. O resultado possivelmente não estará na forma padronizada, sendo convertido posteriormente.
Exemplos:
{\displaystyle {4,2\cdot 10^{7}}+{3,5\cdot 10^{5}}={4,2\cdot 10^{7}}+{0,035\cdot 10^{7}}={4,235\cdot 10^{7}}}
{\displaystyle {6,32\cdot 10^{9}}-{6,25\cdot 10^{9}}={0,07\cdot 10^{9}}} (não padronizado) ou {\displaystyle {7\cdot 10^{7}}} (padronizado)

### Multiplicação
Multiplicar as mantissas e somar os expoentes de cada valor. O resultado possivelmente não será padronizado, mas pode ser convertido.
Exemplos:
{\displaystyle {(6,5\cdot 10^{8})}\cdot {(3,2\cdot 10^{5})}={(6,5\cdot 3,2)\cdot 10^{8+5}}={20,8\cdot 10^{13}}} (não padronizado) {\displaystyle {2,08\cdot 10^{14}}} (convertido para a notação padronizada)
{\displaystyle {(4\cdot 10^{6})}\cdot {(1,6\cdot 10^{-15})}={(4\cdot 1,6\cdot 10^{6+(-15)})}={6,4\cdot 10^{-9}}}(já padronizado sem necessidade de conversão)

### Divisão
Dividir as mantissas e subtrair os expoentes de cada valor. O resultado possivelmente não será padronizado, mas pode ser convertido:
Exemplos:
{\displaystyle {(8\cdot 10^{17})}:{(2\cdot 10^{9})}={(8/2)\cdot 10^{17-9}}={4\cdot 10^{8}}}(padronizado)
{\displaystyle {(2,4\cdot 10^{-7})}:{(6,2\cdot 10^{-11})}={(2,4/6,2)\cdot 10^{-7-(-11)}}={0,3871}\cdot 10^{4}}(não padronizado) {\displaystyle {3,871}\cdot 10^{3}}

### Exponenciação ou potenciação
A mantissa é elevada ao expoente externo e o congruente da base dez é multiplicado pelo expoente externo.
{\displaystyle {(2\cdot 10^{6})^{4}}={(2^{4})\cdot 10^{6.4}}={16}\cdot 10^{24}=1,6\cdot 10^{25}}(padronizado)

### Radiciação
Antes de fazer a radiciação é preciso transformar um expoente para um valor múltiplo do índice. Após feito isso, o resultado é a radiciação da mantissa multiplicada por dez elevado à razão entre o expoente e o índice do radical.
{\displaystyle {\sqrt {1,6\cdot 10^{27}}}={\sqrt {16\cdot 10^{26}}}={\sqrt {16}}\cdot 10^{26/2}=4\cdot 10^{13}}
{\displaystyle {\sqrt[{5}]{6,7\cdot 10^{17}}}={\sqrt[{5}]{670\cdot 10^{15}}}={\sqrt[{5}]{670}}\cdot 10^{15/5}\approx 3,674\cdot 10^{3}}